# Marguerite-Catherine Haynault
Marguerite-Catherine Haynault, född i Paris 1736, död 1823, var älskarinna till kung Ludvig XV av Frankrike från 1759 till 1762.  Hon och Ludvig XV fick två barn tillsammans.

## Biografi
Marguerite-Catherine Haynault var dotter till tobakshandlaren Jean-Baptiste Haynault och Catherine Coupris de La Salle. Hon blev 1759 petite maîtresse (inofficiell mätress) till kungen i Parc-aux-cerfs. Hon ska ha varit duktig på att måla, och vid ett tillfälle gjort en målning av kungen. Hon fick två döttrar med kungen: Agnès-Louise de Montreuil (1760-), som officiellt registrerades som dotter till kavalleristen Louis de Montreuil, och Anne-Louise de La Réale (1762-), officiellt dotter till officeren Antoine-Louis de La Réale. Hennes döttrar togs ifrån henne och uppfostrades i klosterskolan Chaillot, och fick som vuxna adelsbrev, hemgifter och adliga äktenskap arrangerade åt sig.
Marguerite-Catherine Haynaults relation med kungen avslutades efter den andra dotterns födsel 1762, och hon gifte sig 1766 med den arton år yngre adelsmannen Blaise Arod, marquis de Montmelas (d. 1815). Äktenskapet var barnlöst. Paret lämnade Frankrike under franska revolutionen och registrerades på emigrantlistan, men de återvände efter skräckväldets fall och fick sig avregistrerade från listan 3 mars 1795. Deras svärson René-Guillaume de Geslin giljotinerades under revolutionen som delaktig i revolten i Vendée. Makarna separerade 1803 och  maken behöll deras hus i Paris medan Marguerite bosatte sig på slottet Montmelas, där hon avled. 